# Tibellus tenellus
Tibellus tenellus là một loài nhện trong họ Philodromidae.
Loài này thuộc chi Tibellus. Tibellus tenellus được Ludwig Carl Christian Koch miêu tả năm 1876.